# Eoscarta pygmaea
Eoscarta pygmaea is een halfvleugelig insect uit de familie schuimcicaden (Cercopidae). De wetenschappelijke naam van deze soort is voor het eerst geldig gepubliceerd in 1909 door Schmidt.